# Shūhei Doen
Shūhei Doen (japanisch 土遠 修平 Doen Shūhei; * 24. Februar 1990 in Akō) ist ein japanischer Fußballspieler. Er spielt aktuell bei Cento Cuore Harima.

## Karriere
Doen erlernte das Fußballspielen in der Schulmannschaft der Aioi High School und der Universitätsmannschaft der Universität Tsukuba. Seinen ersten Vertrag unterschrieb er 2012 bei Grulla Morioka. Am Ende der Saison 2013 stieg der Verein in die J3 League auf. 2015 wechselte er zu Verspah Ōita. 2017 wechselte er zu Arterivo Wakayama. 2018 wechselte er zu Cobaltore Onagawa. 2019 wechselte er zu Tsukuba FC, 2022 dann zu Cento Cuore Harima.